# Didier Laloy
Didier Laloy (Etterbeek, 11 juni 1974) is een Belgisch muzikant die diatonische accordeon speelt. Laloy speelt muziek die geïnspireerd is door folk, jazz, wereldmuziek en rock, en werkte samen met verschillende muzikanten en speelde in talloze bands.

## Loopbaan
In 1993 werd hij lid van de Waalse folkband Panta Rhei, waarmee hij acht jaar optrad door heel Europa. In 1995 werd hij ook lid van Garam Masala en begon op te treden met Bruno Le Tron. In datzelfde jaar werd hij ook lid van Trio Trad met Aurélie Dorzée en Luc Pilartz (beiden ook ex-Panta Rhei). 
In 2000 werd hij lid van Urban Trad en richtte hij Tref op met Wim Claeys (Ambrozijn), Bruno Le Tron en Frédéric Malempré. Met Tref nam hij in 2001 het album Accordéon diatonique dat in 2002 de Klara Muziekprijs won. Nadien volgden de albums Loop to the moon (2006) en Dampf (2012).
In 2003 zette hij het project S-TRES op. Twee jaar later werkte hij met een resem muzikanten samen op zijn project Didier invites.... Met [Pô-Z]s borduurde hij verder op deze weg.
Met Milann Lafontaine bracht hij in 2009 het album "La Marquise" uit en met Tuur Florizoone bracht hij in 2012 een album uit dat jazz, klassieke en wereldmuziek versmelt. In 2014 bracht Laloy het abum Belem uit met celliste Kathy Adam.
Laloys album met Tuur Florizoone werd genomineerd in de categorie 'wereldmuziek' op de Octaves de la musique 2013. Zijn album met Kathy Adam werd in 2015 genomineerd in de categorie 'album van het jaar'.

## Discografie (selectie)
- TREF : Accordéon diatonique (2002)
- Dider Lannoy : Invite...s (2005)
- Didier Laloy : Pô-Z (2007)
- TREF : Loop to the moon (2009)
- Milann & Laloy : La Marquise (2009)
- Didier Laloy : Noir's (2011)
- Didier Laloy & Tuur Florizoone - idem (2012 Aventura Musica)
- Didier Laloy & Kathy Adam - Belem (2014 Homerecords)
- Didier Laloy, Kathy Adam & Walter Hus - Belem & The Mekanics (2017 Igloo Records)

- Bibliothèque nationale de France: cb14643657x (data)
- International Standard Name Identifier: 0000 0000 0883 6866
- Library of Congress Control Number: n2014013828
- MusicBrainz: d4704907-4653-4728-b0c3-c0a5b6d3fbeb
- Réseau des bibliothèques de Suisse occidentale: 02-A019213010
- Système universitaire de documentation: 158272315
- Virtual International Authority File: 269267
- WorldCat: E39PBJfCtbrw3689wYV8qD6dwC